# Schlacht bei Vyšehrad
Als Schlacht von Vyšehrad wird eine Reihe kleinerer und größerer Gefechte zwischen hussitischen Truppen und „Kreuzzugs“-Truppen von König Sigismund während der Belagerung der Prager Burg und des gleichnamigen Stadtteils Vyšehrad in der Zeit zwischen 16. August und 1. November 1420 (Einnahme Vyšehrads) bezeichnet.

## Vor der Schlacht
Am 25. Oktober 1419 hatten hussitische Truppen Vyšehrad schon einmal eingenommen. Am 13. November versprach die mit den gemäßigten Hussiten sympathisierende Königin Sophie, die Frau König Wenzels, die Hussiten überall in Böhmen zu schützen. Daraufhin gaben die hussitischen Utraquisten den Prager Burgberg an die königliche Armee zurück.
Im März 1420 rief Papst Martin V. zum Kreuzzug gegen die Hussiten auf, Anfang April überschritt das Kreuzzugsheer von Schlesien aus die böhmische Grenze. Unterdessen eroberten Žižkas Truppen Goldenkron (Zlatá Koruna) (April 1420), Prachatitz und weitere Städte, Klöster und Burgen in Südböhmen. Im Mai 1420 umzingelte Vinzenz von Wartenberg den Hradschin und wechselte auf die Seite von König Sigismund. Soldaten aus Vyšehrad rückten in Richtung der Prager Neustadt vor. Die Hussiten wiederum begannen den Vyšehrad zu belagern. 
Im Juni 1420 gelang ein Vorstoß der königlichen Truppen aus Vyšehrad, sie sicherten Nachschubgüter, die für den Hradschin bestimmt waren. Am 12. Juni 1420 gelang es einigen Einheiten Sigismunds, mit Nachschub in den Hradschin zu gelangen und Pferde von dort mitzunehmen. Während der Belagerung Prags rückten Sigismunds Soldaten, die sich in den beiden Burgen befanden, auf hussitische Positionen in Prag vor. Nach der erfolgreichen Verteidigung der Hussiten am 14. Juli am Veitsberg begannen diese, den Vyšehrad mit Artillerie zu beschießen. Dabei erlitten sie jedoch größere Verluste als die Verteidiger der Stadt Prag. 
Nach dem vergeblichen Angriff vom 14. Juli beschlossen die Kreuzzügler, örtliche Positionen der Hussiten anzugreifen. Der hussitische Heerführer („hejtman“) Jan Žižka verließ Prag im August mit Entsatztruppen, um der Stadt Pisek in Südböhmen zu Hilfe zu kommen, das von katholischen Truppen unter Ulrich II. von Rosenberg bedroht wurde. Am 15. September 1420 begann die zweite Belagerung des Vyšehrad. In den letzten Oktobertagen akzeptierte der Befehlshaber eine Vereinbarung zur Übergabe. Wenn er bis zum Morgen des 1. November um 8 Uhr keine Hilfe von Sigismunds Truppen bekäme, würde er die Burg übergeben. Unterdessen eroberte eine andere Formation der Hussiten mit dem Befehlshaber Jan Roháč z Dubé die Stadt Lomnitz.

## Die Schlacht von Vyšehrad
Sigismund plante einen Großangriff auf Prag mit Soldaten vom Hradschin und vom Vyšehrad, wobei er auf Verstärkungen aus Pilsen („Pilsener Union“) zählte. Dieser Schlachtplan wurde per Kurier an die beiden Burgen übermittelt, doch der Bote wurde von den Hussiten aufgegriffen, die daraufhin Soldaten unter dem Kommando Žižkas entsandten, um den Anmarsch der Verstärkungen aus Pilsen zu stoppen.
Der Artillerie der Hussiten gelang es, den Angriff der ungarischen und deutschen Reiter zu stoppen. Anschließend griffen die Hussiten an. Nach dem Kampf zogen sich die Kreuzzugstruppen zurück. Vierhundert Ritter wurden von den Hussiten getötet, die keine Gefangenen machten. An diesem 1. November kapitulierten die Soldaten auf dem Vyšehrad.

## Nach der Schlacht
Am 24. Dezember 1420 starb der hussitische Befehlshaber Nikolaus von Hus nach einem Unfall. Im Januar 1421 eroberten Taboriten unter Jan Žižka und Chval von Machovice die Stadt Mies und das Kloster in Krakikov. Der Kommandant der Burg von Mies, Bohuslav von Schwanberg ergab sich, seine Soldaten konnten abziehen. Einer anderen, guten Quelle zufolge misslang die Eroberung von Mies jedoch. Weil Sigismund kein Lösegeld für Bohuslav von Schwamberg zahlte, beschloss Bohuslav, sich den Hussiten anzuschließen, die Taboriten wählten ihn später sogar zum „Hauptmann“ (General).
Im Februar 1421 zog sich König Sigismund über Mähren nach Ungarn zurück. Die Soldaten auf dem Hradschin kapitulierten erst im Juni 1421.